# ترزا ویلیشووا
ترزا ویلیشووا (چکی: Tereza Vilišová؛ زادهٔ ۱۹۸۱) یک هنرپیشه اهل جمهوری چک و عضوی از تئاتر ملی پراگ است.
او بابت فعالیت هنری‌اش برندهٔ جوایز گوناگونی شده‌است که از آن میان می‌توان به جایزه تالیا اشاره نمود.